# Júlio César Soares Espíndola
Júlio César Soares de Espíndola (sinh ngày 3 tháng 9 năm 1979), tên thường gọi Júlio César, là cựu cầu thủ bóng đá người Brasil thi đấu ở vị trí thủ môn. Anh cũng chơi cho đội tuyển Brasil trong 87 trận và có mặt tại Giải bóng đá vô địch thế giới 2010 và 2014.
Anh đã dành 7 năm sự nghiệp của mình để chơi cho đội bóng Ý Inter Milan, nơi anh đã có 7 chức vô địch Serie A, UEFA Champions League 2009-10 và FIFA Club World Cup 2010. Anh đã giành danh hiệu Thủ môn Serie A xuất sắc nhất năm vào các năm 2009 và 2010 và được đề cử vào danh sách Quả bóng vàng châu Âu 2009.

## Sự nghiệp
Sinh ở Rio de Janeiro, Brasil, César đã bắt đầu sự nghiệp tại đội bóng địa phương Flamengo, và đã chơi trong 6 năm. Anh đã bắt đầu chơi bóng đá trong nhà tại Grajau Country Club, một câu lạc bộ địa phương nằm ở Grajau (ngoại ô Rio de Janeiro), nơi anh trải qua thời niên thiếu.

#### Inter Milan
Tháng 5 năm 2005, César ký hợp đồng 3 năm với Inter Milan,bản hợp đồng trị giá 2,45 triệu euro.
Ngay sau khi ký hợp đồng với Inter, anh đã bị đem cho CLB Chievo Verona mượn. Anh trở về Inter vào mùa 2005-2006. Lúc đầu anh chỉ là thủ môn dự bị cho Francesco Toldo, sau đó càng ngày càng chứng tỏ được mình và trở thành thủ môn số 1.
Mùa giải 2006-2007, Roberto Mancini - huấn luyện viên của Inter Milan lúc đó - biến anh thành thủ môn số một và César chứng minh là anh xứng đáng nhận được điều đó. Anh có thể cản phá thành công hai quả penalty trong trận gặp Ascoli Calcio 1898 và A.C. Siena. Anh là bức tường vững chãi của đội trong suốt mùa giải.Inter Milan kết thúc Serie A ở vị trí thứ 3 chỉ sau Juventus và đội bóng cùng thành phố A.C. Milan
Mùa giải 2007-2008, Julio Cesar vẫn là lựa chọn số một cho vị trí khung gỗ. Anh có danh hiệu thứ ba của mình từ khi đến Ý. Ngày 25/8/2008, Inter vô địch Siêu cúp Ý sau khi chiến thắng A.S. Roma 8-7 trên chấm phạt đền,thủ môn người Brasil cứu được quả penalty thứ 8 của Juan, mang về chức vô địch cho Inter.
Mùa giải 2008-2009, anh giành được Scudetto thứ 4 liên tiếp. Anh được đề cử vào danh sách 30 ứng cử viên cho danh hiệu Quả bóng vàng châu Âu vào năm 2009.
Mùa giải 2009-10, anh cùng Inter giành cú ăn ba lịch sử khi vô địch Serie A, Coppa Italia và Champions League.Cesar là một nhân tố quan trọng để Inter làm được điều này,và anh đã giành được danh hiệu Thủ môn xuất sắc nhất năm của Serie A và Thủ môn xuất sắc nhất năm của UEFA.
Ở đầu mùa giải 2010-2011, Cesar đổi số áo của mình từ 12 sang số áo bỏ trống là 1.Inter giành được Siêu cúp Ý, FIFA Club World Cup nhưng thất bại trong việc bảo vệ danh hiệu Serie A và UEFA Champions League.
Ngày 1 tháng 10 năm 2011, anh đánh dấu trận đấu thứ 200 của mình tại Serie A khi thua Napoli 3-0.
Ngày 6 tháng 5 năm 2012,ở trận derby thành Milan với A.C. Milan, anh đánh dấu trận thứ 300 ra sân trong màu áo Inter,anh mặc một chiếc áo có dòng chữ 300 trận,300 chuyện,kết quả Inter thắng 4-2
Ngày 31 tháng 7 năm 2012, Cesar tuyên bố ý định rời Inter, anh nói:"Tôi đã có bảy năm thật tuyệt vời với rất nhiều thành công, nhưng, trong vài ngày tới, chuyến hành trình của tôi trong màu áo Inter sẽ kết thúc." "Tôi muốn gửi lời cảm ơn đến tất cả người hâm mộ vì những gì mà các bạn đã dành cho tôi, và hy vọng các bạn sẽ được tận hưởng thêm nhiều thành công trong tương lai."

#### QPR
Ngày 29 tháng 8 năm 2012,Julio Cesar chính thức ký hợp đồng 4 năm với câu lạc bộ Queens Park Rangers F.C. ở Giải bóng đá Ngoại hạng Anh. Anh có trận ra mắt trong trận hòa 0-0 với Chelsea vào ngày 15/9. Anh nhanh chóng trở thành thủ môn số 1 của đội bóng.
Ngày 28 tháng 4 năm 2013, QPR đứng cuối bảng xếp hạng và phải xuống chơi ở giải Football League Championship. Cesar đã chơi rất hay trong mùa và được gọi trở lại đội tuyển Brasil bởi huấn luyện viên mới Luiz Felipe Scolari.
Trong vòng chung kết World Cup 2014, sau trận thua kỷ lục 1-7 trước đội tuyển Đức, Júlio César và David Luiz đã gửi lời xin lỗi đến người dân Brazil. Sau kì World Cup đáng thất vọng của Brasil, Júlio César đã quyết định giã từ sự nghiệp thi đấu quốc tế trong màu áo đội tuyển Brasil sau 10 năm gắn bó.

## Thống kê sự nghiệp

### Câu lạc bộ
Tính đến 30 tháng 9 năm 2015
| Câu lạc bộ          | Câu lạc bộ          | Giải đấu | Giải đấu | Cúp quốc gia | Cúp quốc gia | Châu lục | Châu lục | Tổng cộng | Tổng cộng |
| Câu lạc bộ          | Câu lạc bộ          | Trận     | Bàn      | Trận         | Bàn          | Trận     | Bàn      | Trận      | Bàn       |
| ------------------- | ------------------- | -------- | -------- | ------------ | ------------ | -------- | -------- | --------- | --------- |
| Flamengo            | 1997                | 0        | 0        | 1            | 0            | 0        | 0        | 1         | 0         |
| Flamengo            | 1998                | 1        | 0        | 0            | 0            | 0        | 0        | 1         | 0         |
| Flamengo            | 1999                | 0        | 0        | 0            | 0            | 0        | 0        | 0         | 0         |
| Flamengo            | 2000                | 16       | 0        | 1            | 0            | 0        | 0        | 17        | 0         |
| Flamengo            | 2001                | 26       | 0        | 6            | 0            | 0        | 0        | 32        | 0         |
| Flamengo            | 2002                | 16       | 0        | 0            | 0            | 5        | 0        | 21        | 0         |
| Flamengo            | 2003                | 37       | 0        | 9            | 0            | 0        | 0        | 46        | 0         |
| Flamengo            | 2004                | 34       | 0        | 11           | 0            | 0        | 0        | 45        | 0         |
| Flamengo            | Tổng cộng           | 130      | 0        | 28           | 0            | 5        | 0        | 163       | 0         |
| Chievo (mượn)       | 2004–05             | 0        | 0        | 0            | 0            | —        | —        | 0         | 0         |
| Internazionale      | 2005–06             | 29       | 0        | 4            | 0            | 7        | 0        | 40        | 0         |
| Internazionale      | 2006–07             | 32       | 0        | 0            | 0            | 6        | 0        | 38        | 0         |
| Internazionale      | 2007–08             | 35       | 0        | 1            | 0            | 8        | 0        | 44        | 0         |
| Internazionale      | 2008–09             | 36       | 0        | 2            | 0            | 7        | 0        | 45        | 0         |
| Internazionale      | 2009–10             | 38       | 0        | 3            | 0            | 13       | 0        | 54        | 0         |
| Internazionale      | 2010–11             | 25       | 0        | 4            | 0            | 10       | 0        | 39        | 0         |
| Internazionale      | 2011–12             | 33       | 0        | 1            | 0            | 6        | 0        | 40        | 0         |
| Internazionale      | Tổng cộng           | 228      | 0        | 15           | 0            | 57       | 0        | 300       | 0         |
| Queens Park Rangers | 2012–13             | 24       | 0        | 2            | 0            | —        | —        | 26        | 0         |
| Queens Park Rangers | 2013–14             | 0        | 0        | 1            | 0            | —        | —        | 1         | 0         |
| Queens Park Rangers | Tổng cộng           | 24       | 0        | 3            | 0            | —        | —        | 27        | 0         |
| Toronto FC (mượn)   | 2014                | 7        | 0        | 0            | 0            | —        | —        | 7         | 0         |
| Benfica             | 2014–15             | 23       | 0        | 4            | 0            | 3        | 0        | 30        | 0         |
| Benfica             | 2015–16             | 6        | 0        | 1            | 0            | 2        | 0        | 9         | 0         |
| Benfica             | Tổng cộng           | 29       | 0        | 5            | 0            | 5        | 0        | 39        | 0         |
| Tổng cộng sự nghiệp | Tổng cộng sự nghiệp | 418      | 0        | 51           | 0            | 67       | 0        | 536       | 0         |

### Quốc tế
Tính đến 8 tháng 7 năm 2014
| Đội tuyển quốc gia | Câu lạc bộ  | Năm       | Trận | Bàn |
| ------------------ | ----------- | --------- | ---- | --- |
| Brasil             | Flamengo    | 2004      | 9    | 0   |
| Brasil             | Chievo      | 2004–05   | 1    | 0   |
| Brasil             | Inter Milan | 2005–06   | 1    | 0   |
| Brasil             | Inter Milan | 2006–07   | 2    | 0   |
| Brasil             | Inter Milan | 2007–08   | 11   | 0   |
| Brasil             | Inter Milan | 2008–09   | 15   | 0   |
| Brasil             | Inter Milan | 2009–10   | 14   | 0   |
| Brasil             | Inter Milan | 2010–11   | 7    | 0   |
| Brasil             | Inter Milan | 2011–12   | 4    | 0   |
| Brasil             | QPR         | 2012–13   | 10   | 0   |
| Brasil             | QPR         | 2013–14   | 1    | 0   |
| Brasil             | Toronto FC  | 2014      | 10   | 0   |
| Tổng cộng          | Tổng cộng   | Tổng cộng | 87   | 0   |

## Danh hiệu
Inter Milan
- Serie A (5): 2005–06, 2006–07, 2007–08, 2008–09, 2009–10
- Coppa Italia (3): 2005–06, 2009–10, 2010–11
- Supercoppa Italiana (4): 2005, 2006, 2008, 2010
- UEFA Champions League (1): 2009–10
- FIFA Club World Cup (1): 2010

### Quốc tế
Brasil
- Copa América (1): 2004
- Cúp Liên đoàn các châu lục (1): 2009 2013

### Cá nhân
- Thủ môn Serie A của năm: 2008–09, 2009–10
- Thủ môn UEFA của năm (1): 2009–10